# Sierra de Los Canalizos
Sierra de Los Canalizos este o arie protejată (arie specială de conservare — SAC, sit de importanță comunitară — SCI, arie de protecție specială avifaunistică — SPA) din Spania întinsă pe o suprafață de 26.018,75 ha, integral pe uscat.

## Localizare
Centrul sitului Sierra de Los Canalizos este situat la coordonatele 38°52′26″N 4°37′05″W / 38.8739°N 4.6181°V.

## Înființare
Situl Sierra de Los Canalizos a fost declarat sit de importanță comunitară în decembrie 1997 pentru a proteja 16 specii de animale. Alte tipuri de protecție:
- arie de protecție specială avifaunistică (în iulie 2005)[2]
- arie specială de conservare (în decembrie 2016)[1][3][4]

## Biodiversitate
Situată în ecoregiunea mediteraneană, aria protejată conține 24 de habitate naturale: Mlaștini turboase de tranziție și turbării mișcătoare, Păduri aluvionare cu Alnus glutinosa și Fraxinus excelsior (Alno-Padion, Alnion incanae, Salicion albae), Pajiști uscate europene, Ape oligotrofe din câmpii nisipoase, cu un conținut foarte redus de minerale (Littorelletalia uniflorae), Păduri iberice de Quercus faginea și Quercus canariensis, Pante stâncoase silicioase cu vegetație casmofită, Păduri de stejar galițio-portugheze cu Quercus robur și Quercus pyrenaica, Păduri termofile cu Fraxinus angustifolia, Lacuri eutrofice naturale cu vegetație de tip Magnopotamion sau Hydrocharition, Pseudostepă cu ierburi și specii anuale de Thero-Brachypodietea, Galerii și tufărișuri riverane sudice (Nerio-Tamaricetea și Securinegion tinctoriae), Tufărișuri termo-mediteraneene și de pre-deșert, Iazuri temporare mediteraneene, Păduri de Olea și Ceratonia, Păduri de Quercus ilex și Quercus rotundifolia, Pajiști umede atlantice temperate cu Erica ciliaris și Erica tetralix, Dehesas cu Quercus spp. perene, Păduri de Quercus suber, Grohotișuri termofile și vest-mediteraneene, Matorral arborescenți cu Juniperus spp., Cursuri de apă de la nivel de câmpie la nivel montan, cu vegetație Ranunculion fluitantis și Callitricho-Batrachion, Galerii de Salix alba și de Populus alba, Pajiști umede mediteraneene cu ierburi înalte de Molinio-Holoschoenion, Pajiști cu Molinia pe soluri calcaroase, turboase sau argilos-nămoloase (Molinion caeruleae).
La baza desemnării sitului se află mai multe specii protejate:
- păsări (12): vulturul negru (Aegypius monachus), rață mare (Anas platyrhynchos), Aquila adalberti, acvilă de munte (Aquila chrysaetos), buha (Bubo bubo),  prundaș gulerat mic (Charadrius dubius), barză neagră (Ciconia nigra), șerpar (Circaetus gallicus), acvilă pitică (Hieraaetus pennatus), gaia neagră (Milvus migrans), gaia roșie (Milvus milvus), turturică (Streptopelia turtur)
- amfibieni (1): Discoglossus galganoi
- mamifere (2): vidră de râu (Lutra lutra), râs iberic (Lynx pardinus)
- pești (1): Rutilus alburnoides

Pe lângă speciile protejate, pe teritoriul sitului au mai fost identificate 17 specii de plante, 1 specie de amfibieni.